# Hogebeintumermolen
De Hogebeintumermolen (Fries: Hegebeintumermûne) is een poldermolen ten zuiden van het Friese dorp Hogebeintum, dat in de Nederlandse gemeente Noardeast-Fryslân ligt.

## Beschrijving
De Hogebeintumermolen, een maalvaardige grondzeiler, werd in 1860 gebouwd ter bemaling van de polder Hogebeintum. De molen bleef in bedrijf tot 1969. Omdat er toen geen molenaar meer beschikbaar was, werd besloten tot mechanische bemaling. De molen werd in 1976 eigendom van de Stichting De Fryske Mole, die de molen een jaar later liet restaureren. In 2006 wees het Wetterskip Fryslân de Hogebeintumermolen aan als reservegemaal in geval van wateroverlast.